# ハイレゾ・アドベンチャー
ハイレゾ・アドベンチャー（Hi-Res Adventures）は、シエラ・オンラインが発売した、ハイレゾグラフィックのアドベンチャーゲームシリーズ。

## 概要

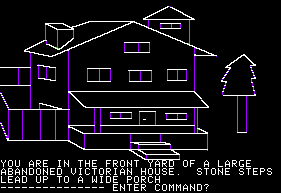
シリーズ第1作 『ミステリーハウス』

米シエラ・オンライン社がApple IIで発売した、ハイレゾグラフィックを用いた初期のアドベンチャーゲームのシリーズ。全7作。一部の作品はAtari400/800、コモドール64、IBM PCに移植された。また日本ではスタークラフト社が翻訳の上、国内の主要パソコンに移植して発売した。
元はシエラ・オンラインを創業したケン・ウィリアムズの妻、ロバータ・ウィリアムズがケンのApple IIで既成のアドベンチャーゲーム（当時は全てテキストアドベンチャー）を遊んでいたが、どれもすぐに終わってしまい物足りないので、自分でも楽しめるアドベンチャーゲームを自分で作ってみようとしたのが始まり。ただ、いざプロットが出来上がり製品化をケンに持ちかけると、何か既存のアドベンチャーゲームとは異なる目玉がないと商品にするのは難しいと言われ、それで、かつてより思っていた「もしもアドベンチャーゲームが文字だけではなく、紙芝居風の絵が出たら、どんなに素晴らしいだろう」という考えを取り入れた。
ただ、実際に絵が出来上がると、数十枚もの絵を一枚のフロッピーディスクに収めるのは容量的に無理だという話になり、そこでケンは、絵の座標データのみを持たせて線画で絵を描画するという手法を考え出した。二作目以降はタイルペイントのアルゴリズムを取り入れ、6色しか発色できないApple IIで擬似的に21色のカラーグラフィックを実現した。
結果として、ハイレゾアドベンチャーシリーズは、シエラ・オンラインのドル箱商品となった。初期の頃はゲームの問い合わせ先としてシエラオンライン（実際はウィリアムズ夫妻の自宅）の電話番号が記してあって、ゲームに行き詰ったプレイヤーから問い合わせの電話も入ったが、それにはロバータが台所でディスクのコピーやらパッケージの箱詰めやらをしている手を休めながら、直接応対していたという。
しかしながらシリーズを重ねるにつれ内容がボリュームアップしていくという傾向は、特に第六作「タイムゾーン」で制作コストやメディア枚数が大幅にかさみ、それはそのまま価格に跳ね返り、結果売り上げが不振になるという悪循環を招いてしまい、もはや商業的に成り立たないと判断されたことから、第七作「ダーククリスタル」をもってシリーズは終了した。

## シリーズ作品
- No.0 - ミッションアステロイド（1980年）
- No.1 - ミステリーハウス[1]（1980年）
- No.2 - ウィザード&プリンセス（1980年）
- No.3 - クランストンマナー（1981年）
- No.4 - ユリシーズ（1981年）
- No.5 - タイムゾーン（1982年）
- No.6 - ダーククリスタル（1983年）

この内、ロバータ・ウィリアムズが製作したのは「ミッションアステロイド」「ミステリーハウス」「ウィザード&プリンセス」「タイムゾーン」「ダーククリスタル」の5作品。
ミッションアステロイドはミステリーハウスより後の作品だが、初心者向けにミステリーハウスよりも低い難易度としたため、シリーズのNo.0とされた。実際のリリースは1 → 2 → 0 → 3 → 4 → 5 → 6の順である。
現在、シリーズ第1作の「ミステリーハウス」のみが、作者自身によりパブリックドメインとして一般公開されている。